# Метилпарабен
Мети́лпарабе́н (метил-4-гідроксибензоат, метил-п-гідроксибензоат) — органічна сполука, метиловий естер пара-гідроксибензойної кислоти. За звичайних умов є білим порошком, що погано розчинний у воді. Добре розчиняється в ацетоні, етанолі, хлороформі, бензені.
Застосовується як консервант — харчова добавка Е218, а також у косметиці.
Виводиться з сечею у незмінному стані. Є дані про підвищений вміст парабенів в пухлинах при раку грудей. Проте шкідливість парабенів не доведена.